# Gersthofen
Gersthofen település Németországban, azon belül Bajorországban. Lakosainak száma 23 492 fő (2023. december 31.). Gersthofen Neusäß és Aystetten községekkel határos.

## Népesség
A település népessége az elmúlt években az alábbi módon változott:
| Lakosok száma | 831  | 6528 | 16 496 | 17 051 | 21 106 | 21 685 | 22 120 | 22 430 | 22 847 | 23 492 |
|               | 1875 | 1950 | 1975   | 1987   | 2012   | 2014   | 2016   | 2017   | 2021   | 2023   |